# 藤井丈司
藤井 丈司（ふじい たけし、1957年8月15日 - ）は、日本の音楽プロデューサー・マニピュレーター。岐阜県出身。

## 経歴
ヨロシタミュージックにて、YMOのアシスタントとして音楽キャリアをスタートさせる。YMOの散開期には松武秀樹に代わって、テクニカルアシスタントを担当する。1980年4月1日に行われたYMOのライヴツアー「テクノポリス2000-20」の秋田公演では、大村憲司の代役でギタリストとして参加。
サザンオールスターズ『KAMAKURA』、桑田佳祐『Keisuke Kuwata』、布袋寅泰『GUITARHYTHM』などに参加し、共同プロデューサーとしてクレジットされる。プロデューサー／編曲家として、井上陽水、ゴスペラーズ、TOWA TEI、仲井戸麗市、Spiral Life、NOKKO等、幅広いジャンルでの作品を手がける。
90年代後半には、玉置浩二「田園」、広末涼子「Majiで恋する5秒前」「大スキ!」、JUDY AND MARY「クラシック」、ウルフルズ「明日があるさ」など、ミリオンヒットを連発。
宮本亜門作のミュージカル『BOYSTIME』の音楽監督（1999年）や、テレビアニメ『練馬大根ブラザーズ』（2006年）の音楽を担当。
2004年インストゥルメンタル作品「CIRCULATION」で「オホーツクの音探し」優秀作品賞受賞。
近年ではCM音楽も手がけ始め、積水ハウス、サントリー「鏡月」、SHARP・AQUOSなど、主に広告クリエイティブ・ディレクター一倉宏氏とのコラボレーション作品がある。
近作は、SCANDAL、村上ゆき、大石昌良、ニコニコ動画コンピ、アンダーグラフ、BRADIOなど。
Myspaceでのブログ「日本語のうたの声と言葉」
53才で初めてソロLIVEを敢行する。
2013年10月から音楽サイト「BARKS」で、連載対談を開始。
2023年現在、慶應義塾大学アートセンターのビジティング・フェロー。

## 参加作品・アーティスト
- アナログフィッシュ「KISS」
- イエロー・マジック・オーケストラ「浮気なぼくら」「サーヴィス」
- 泉谷しげる「IZUMIYA SELF COVERS」
- 内田有紀「純情可憐乙女模様」
- ウルフルズ 「明日があるさ」「トロフィー」
- 大石昌良「31マイスクリーム」
- 桑田佳祐「Keisuke Kuwata」
- KUWATA BAND「BAN BAN BAN」「スキップ・ビート」「ONE DAY」
- サザンオールスターズ「KAMAKURA」「みんなのうた」
- sinon「紫音」「Talk to me」
- JUDY AND MARY「クラシック」
- SCANDAL「太陽と君の描くストーリー」
- 「ザ・リターン・オブ・ビデオ・ゲーム・ミュージック」
- 鈴木さえ子「科学と神秘」「緑の法則」「NO LIFEKING NO MUSIC」
- 鈴木祥子「Long Long Way Home」
- 立花ハジメ「Beauty & Happy」
- 玉置浩二「田園」
- ダンプ松本「極悪」
- TIA「ずっと ずっと…」
- TOWA TEI「Future Listening!」
- 寺岡呼人「NEW YEARS DAY」「愛されてばかりいちゃダメさ」
- 仲井戸麗市「PRESENT #1」「PRESENT #2」「PRESENT #3」
- PERSONZ「sayonaraは言わない」
- 広末涼子「ARIGATO!」「Private」「RH DEBUT TOUR 1999」「RH Singles&...」「MajiでKoiする5秒前」「大スキ!」「風のプリズム」「ジーンズ」「明日へ」「果実」
- BRADIO「YES」
- 布袋寅泰「GUITARHYTHM」シリーズ、「King & Queen」
- ローザ・ルクセンブルグ「ROSA LUXEMBURG II」

## 著書
- 太田出版「渋谷音楽図鑑」共著 牧村憲一 / 藤井丈司 / 柴那典